# Thomas Colepeper, II barone Colepeper
Thomas Colepeper, secondo Barone Colepeper di Thoresway (1635 – 27 gennaio 1689), è stato il governatore coloniale della Virginia dal 1677 al 1683.
Era figlio di Judith e John Colepeper. Suo padre lasciò l'Inghilterra alla fine della guerra civile inglese seguendo l'esecuzione di Carlo I d'Inghilterra. Thomas Culpeper visse con il padre nei Paesi Bassi e lì sposò il 3 agosto 1659 l'ereditiera olandese Margaret van Hesse. Ritornò in Inghilterra dopo il ristabilimento di Carlo II d'Inghilterra. 
Culpeper fu nominato amministratore dell'Isola di Wight e divenne governatore della Virginia nel luglio 1677 ma non lasciò l'Inghilterra prima del 1679, quando gli venne ordinato di farlo da Carlo II. Culpeper era però maggiormente interessato nel mantenere la sua proprietà terriera nel Northern Neck che nel governare; dunque presto tornò in Inghilterra.
Alcuni disordini in Virginia lo costrinsero a tornarci nel 1682, per reprimere i ribelli. Dopo essersi apparentemente appropriato di 9.500 sterline dal tesoro della colonia, tornò in Inghilterra e Carlo II fu costretto a dimetterlo, incaricando al suo posto Francis Howard, Quinto Barone Howard di Effingham. 
Culpeper visse il resto della sua vita a Londra con la sua amante, Susannah Willis, e le loro due figlie.
Lasciò un testamento a favore della moglie e delle figlie che però non fu rispettato. Catherine Culpeper, la sua unica figlia avuta dal matrimonio con Margaret van Hesse, ereditò molte delle sue ricchezze e sposò Thomas Fairfax in 1690.